# Lijst van insecten in Colombia

Kaart van Colombia.

Deze lijst bevat insecten die in Colombia voorkomen.
Colombia is een tropisch land rond de evenaar en bezit verschillende ecosystemen wat de biodiversiteit groot maakt
Colombia kent de op een na grootste diversiteit aan vlinders; 3272 soorten uit 14 families zijn er ontdekt. Ook zijn er meer dan 250.000 soorten kevers ontdekt.

## Coleoptera(kevers)

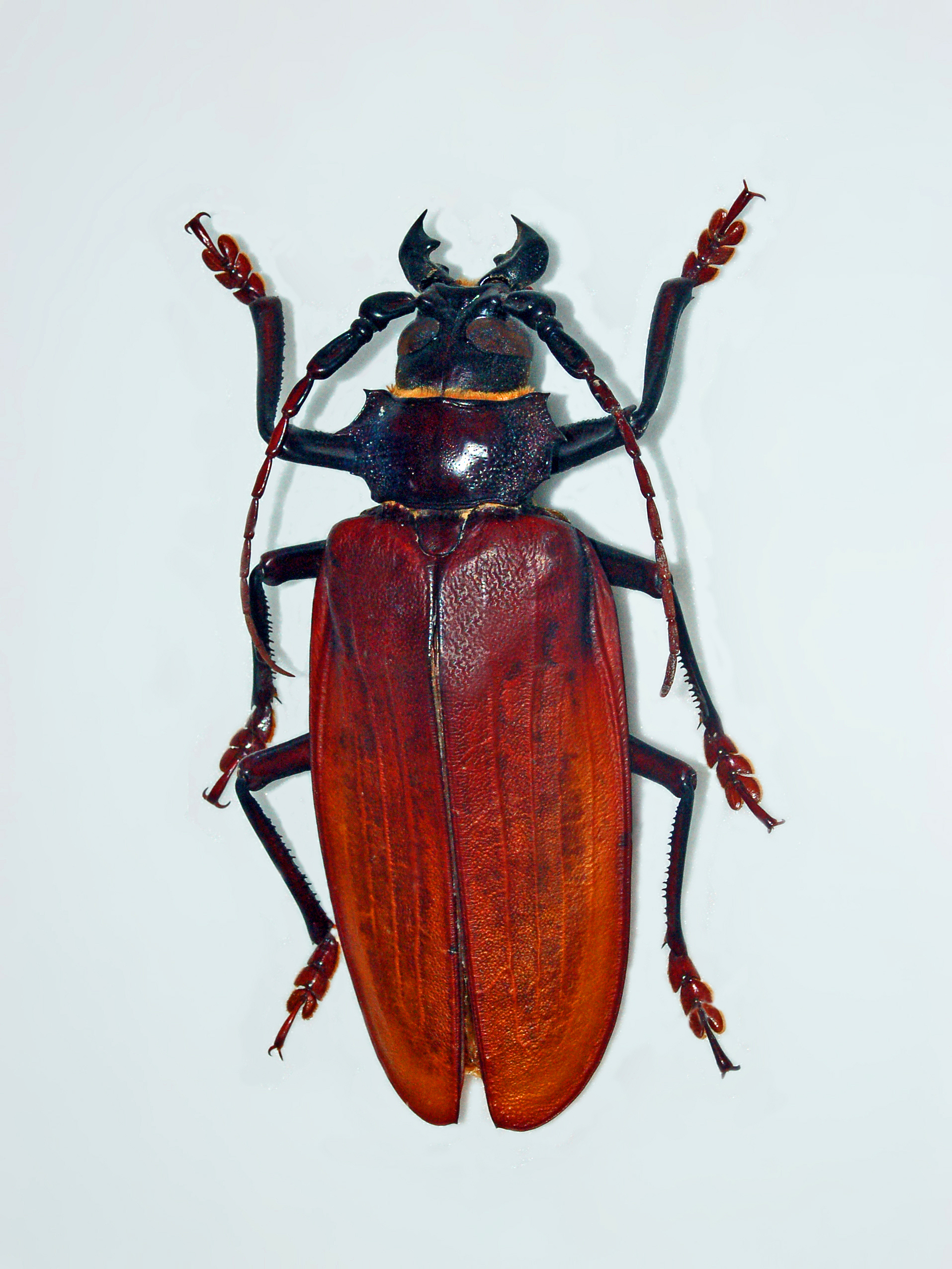
Titanus giganteus

- Acinaces gerstaeckeri
- Acinaces lebasii lebasii
- Aegognathus leuthneri
- Ahasverus cryptophagoides
- Anidrytus gibbosus
- Anidrytus humeralis
- Anidrytus juvencus
- Anidrytus liquefactus
- Anidrytus lugubris
- Anidrytus nimbiferus
- Anidrytus ovatulus
- Anidrytus spadiceus
- Archipines exsanguis
- Aridius montuosus
- Aridius necessarius
- Aspathines aeneus
- Athyreus unicornis
- Bactridium angulicollis
- Bactridium quadricollis
- Bystus apicalis
- Bystus coccinelloides
- Bystus globosus
- Calyce langeri
- Cantharolethrus luxerii
- Ceracis hastifer
- Chauliognathus ramulosus
- Chauliognathus schneblei
- Cis bison
- Cis diabolicus
- Cis emarginatus
- Cis nasicornis
- Cis steinheili
- Corticarina adamsi
- Corticarina reidi
- Corticarina silvicola
- Corticarina sturmi
- Corynomalus erotyloides
- Corynomalus femoralis
- Corynomalus rufipennis
- Corynomalus separandus
- Corynomalus singularis
- Corynomalus splendidus
- Coscineuscelus submaculatus
- Dacoderus acanthomma
- Diplectroides nigrolineatus
- Diplectrus impressus
- Discodon cundinamarcanum
- Emphyleuscelus bifrons
- Emphyleuscelus blandulus
- Ephebus cardinalis
- Ephebus pumilus
- Ephebus sulcatus
- Ephebus terminatus
- Epicauta aragua
- Epicauta fuliginosa
- Epicauta intermedia
- Epicauta melanota
- Epipocus fuliginosus
- Epipocus tristis
- Epopterus decempunctatus
- Epopterus geminus
- Epopterus ocellatus
- Europs rhizophagoides
- Europs wollastoni
- Euscelus columbiensis
- Euscelus elliptiguttatus
- Euscelus mundanoides
- Euscelus spiralis
- Golofa porteri Escarabajo cornudo
- Heterolabus fabricii
- Holcopyge pallidicornis
- Hybolabus columbinus
- Hyporhagus steinheili
- Ipsimorpha schaumi
- Lasconotus krausi
- Loboglossa depressa
- Lytta bimaculosa
- Megalopus szantoi
- Metadorcinus beneshi
- Metophthalmus concameratus
- Monotoma latridioides
- Mordella laticornis
- Mordellistena bella
- Mordellistena beyrodti
- Mordellistena carinatipennis
- Mordellistena downesi
- Mycetina idahoensis
- Neoathyreus accinctus
- Neoathyreus centralis
- Neoathyreus lanei
- Neoathyreus lanuginosus
- Neoathyreus latecavatus
- Neoathyreus peckorum
- Neoathyreus pholas
- Neoathyreus reichei
- Neoxestolabus megalomus
- Ochodaeus rugatus
- Ochodaeus tridentatus
- Omolabus aeneicollis
- Omolabus bogotensis
- Omolabus brunnescens
- Omolabus callifer
- Omolabus cuprobrunneus
- Omolabus curticornis
- Omolabus kirschi
- Omolabus latus
- Omolabus ligulatus
- Omolabus longirostris
- Omolabus subaeneus
- Omolabus ujhelyeinsis
- Opiomeloe flavipennis
- Passalus abortivus
- Passalus chingaencis
- Passalus coniferus
- Passalus elfriedae
- Passalus matilei
- Passalus rex
- Passalus spinosus
- Passalus zangi
- Paxillus camerani
- Paxillus leachii
- Pectotoma hoppingi
- Petrejoides chocoensis
- Platamops decoratus
- Platamops thiemei
- Platamops thiemi
- Platamops vittatus
- Platamus humeralis
- Platamus schaumi
- Proteusceloides sharpi
- Psilodon aequinoctiale
- Publius centralis
- Publius danieli
- Publius dupuisi
- Publius pehlkei
- Publius rugifrons
- Publius steinheili
- Publius tectus
- Sapintus subulatus
- Scortizus pulverosus
- Serrospasta vittata
- Serrotibia bicolor
- Serrotibia cucujiformis
- Silvanops angulicollis
- Silvanops columbinus
- Spasalus paulinae
- Sphaenognathus albofuscus
- Sphaenognathus armatus
- Sphaenognathus bellicosus
- Sphaenognathus bordoni
- Sphaenognathus feisthamelii
- Sphaenognathus mandibularis
- Sphaenognathus metallescens
- Sphaenognathus prionoides
- Sphaenognathus pubescens
- Sphaenognathus spinifer
- Stenotarsus adumbratus
- Stenotarsus anisotomoides
- Stenotarsus bruuneus
- Stenotarsus coccineus
- Stenotarsus purpuratus
- Stenotarsus rubicundus
- Stenotarsus rutilus
- Stenotarsus sericatus
- Stenotarsus validicornis
- Stereopalpus columbianus
- Stereopalpus hirtus
- Stethorhanis borealis
- Telephanus acuminatus
- Telephanus argentatus
- Telephanus decoratus
- Telephanus dilutus
- Telephanus dubius
- Telephanus fallax
- Telephanus insignis
- Telephanus micans
- Telephanus niger
- Telephanus ornatus
- Telephanus procerulus
- Telephanus signatus
- Tetraonyx atriventris
- Tetraonyx bicoloriceps
- Tetraonyx cyanipennis
- Tetraonyx mniszechi
- Tetraonyx quadrinotata
- Titanus giganteus Escarabajo Titán
- Tomoxia muriniceps
- Trochoideus americanus
- Trochoideus masoni
- Verres sternbergianus
- Veturius caquetaensis
- Veturius casalei
- Veturius cirratoides
- Veturius fanestus
- Veturius galeatus
- Veturius imitator
- Veturius montivagus
- Veturius patinoi

## Diptera(tweevleugeligen – vliegen en muggen)

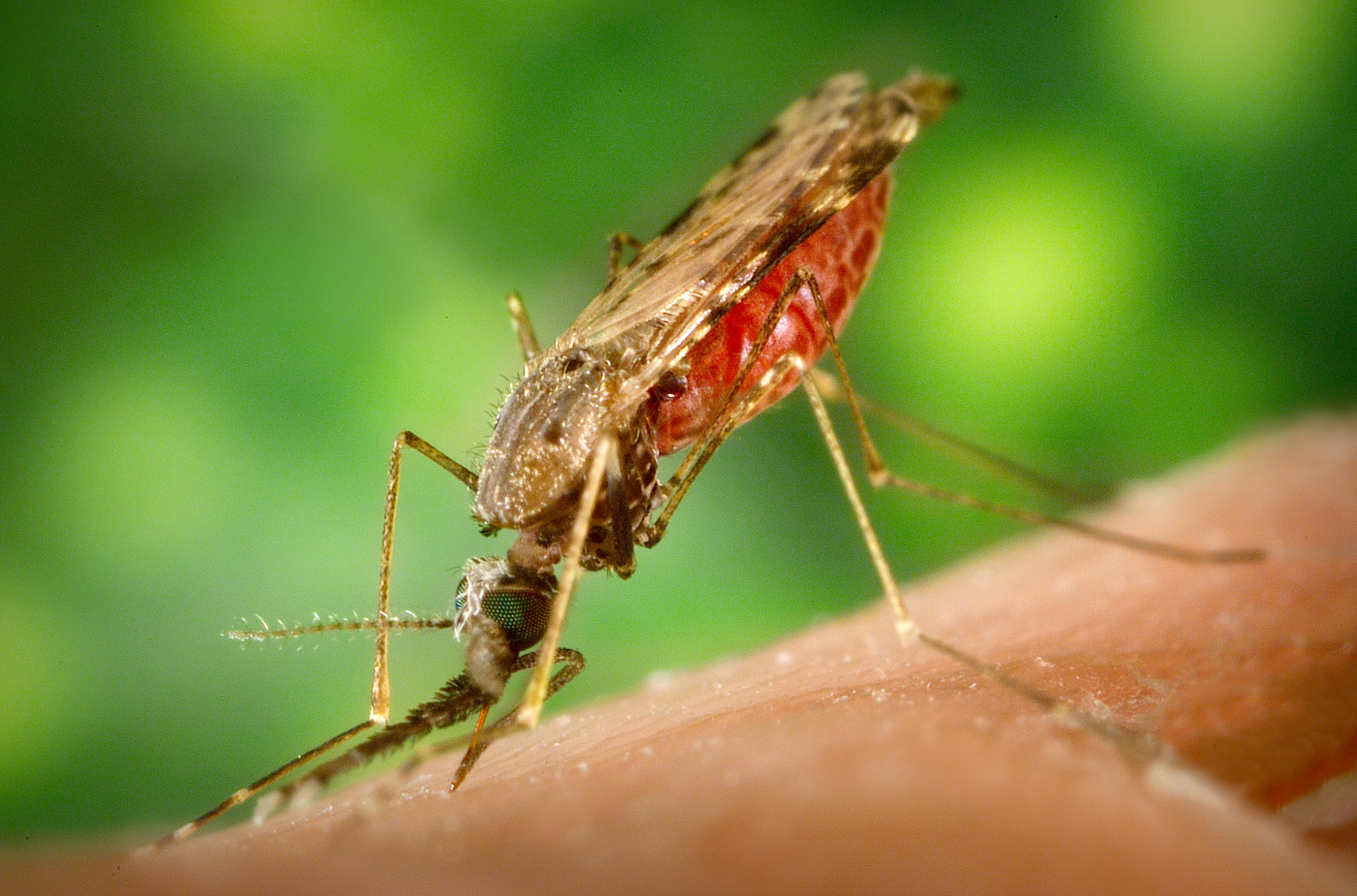
Anopheles albimanus

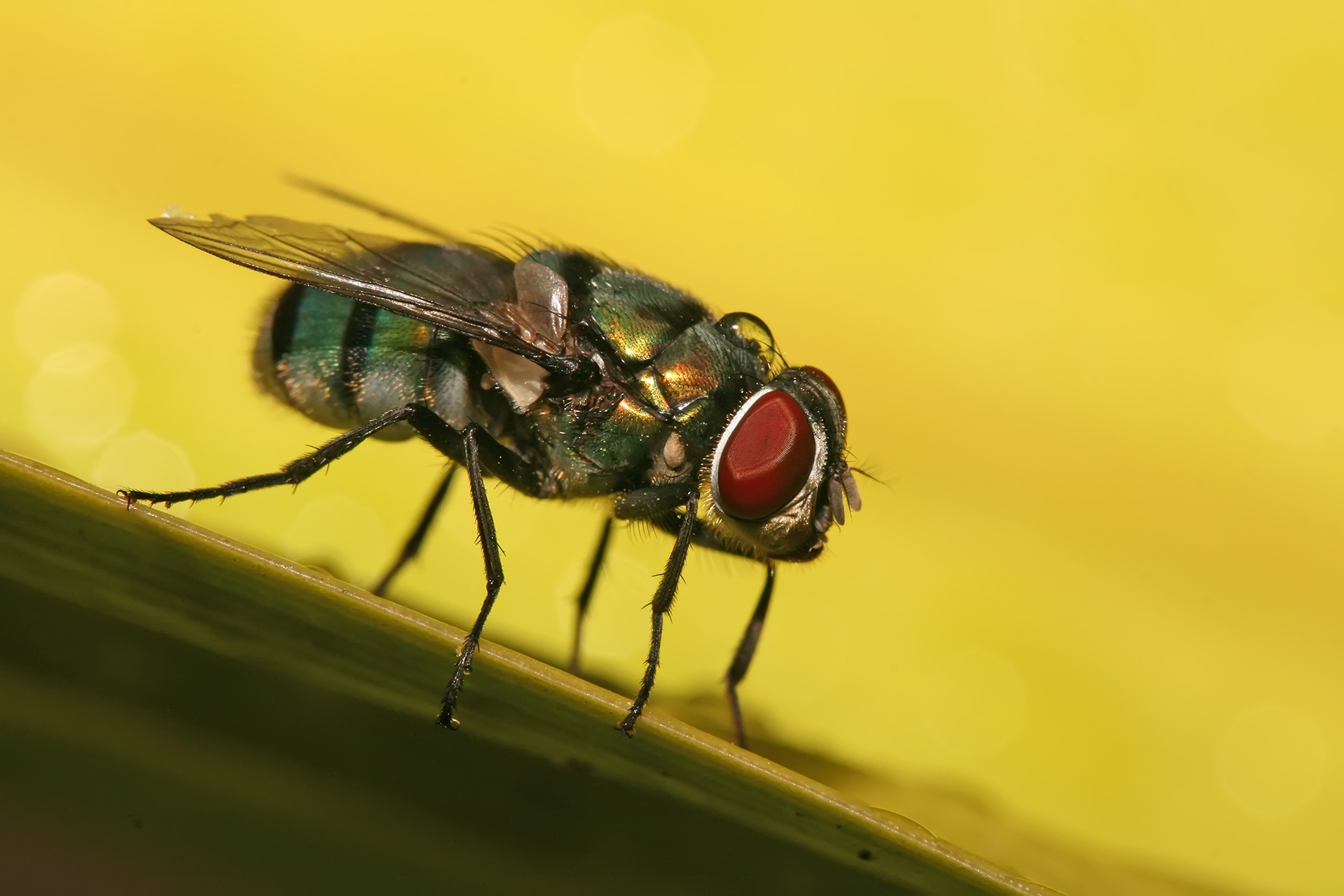
Chrysomya albiceps

- Aedes aegypti
- Amobia erythrura
- Amobia floridensis
- Anopheles albimanus
- Anopheles argyritarsis
- Anopheles darlingi
- Anopheles marajoara
- Anopheles nuneztovari
- Anopheles pseudopunctipennis
- Anopheles punctimacula
- Anopheles rangeli
- Anopheles triannulatus
- Argoravinia alvarengai
- Bezzimyia busckii
- Blaesoxipha caridei
- Blaesoxipha plinthopyga
- Blepharicnema splendens
- Boettcheria praevolans
- Calliphora nigribasis
- Chloroprocta idioidea
- Chlorobrachycoma splendida
- Chrysomya albiceps
- Chrysomya megacephala
- Chrysomya rufifacies
- Chrysagria duodecimpunctata
- Cochliomyia macellaria
- Cochliomyia hominivorax
- Compsomyia melloi
- Compsomyiops boliviana
- Compsomyiops verena
- Culicoides paraensis
- Cuterebra fassleri
- Dermatobia hominis
- Dexosarcophaga transita
- Engelimyia inops
- Eumesembrinella quadrilineata
- Hallina elaborata
- Helicobia ajax
- Helicobia morionella
- Helicobia rapax
- Helicobia resinata
- Helina evecta
- Hemilucilia segmentaria
- Hemilucilia semidiaphana
- Hemilucilia melusina
- Huascaromusca aeneiventris
- Huascaromusca decrepita
- Lepidodexia amorosa
- Lepidodexia apolinari
- Lepidodexia aurea
- Lepidodexia avuncula
- Lepidodexia azurea
- Lepidodexia cingulata
- Lepidodexia chocoensis
- Lepidodexia cochliomyia
- Lepidodexia fuscianalis
- Lepidodexia reducens
- Lepidodexia squamata
- Lepidodexia vittata
- Liriomyza huidobrensis
- Lucilia cuprina
- Lucilia eximia
- Lucilia purpurescens
- Lucilia sericata
- Lutzomyia araracuarensis
- Lutzomyia trapidoi
- Mesembrinella apollinaris
- Mesembrinella bicolor
- Mesembrinella umbrosa
- Metopia lateropili
- Metopia pauciseta
- Metopia polita
- Microcerella impressa
- Microcerella mirabilis
- Ohmyia omya
- Opsidia metopioides
- Oxysarcodexia afficta
- Oxysarcodexia amorosa
- Oxysarcodexia avuncula
- Oxysarcodexia berlai
- Oxysarcodexia conclausa
- Oxysarcodexia cyaniforceps
- Oxysarcodexia edwardsi
- Oxysarcodexia fringidea
- Oxysarcodexia grandis
- Oxysarcodexia major
- Oxysarcodexia occulta
- Oxysarcodexia sarcinata
- Oxysarcodexia taitensis
- Oxysarcodexia xanthosoma
- Paralucilia adespota
- Paralucilia fulvicrura
- Paralucilia fulvinota
- Peckia gulo
- Peckia ingens
- Peckia intermutans
- Peckia naides
- Peckia praeceps
- Peckia smarti
- Peckia subducta
- Peckia uncinata
- Peckia urceola
- Peckiamyia abnormalis
- Peckiamyia minutipenis
- Rafaelia natiuscula
- Ravinia belforti
- Ravinia columbiana
- Ravinia effrenata
- Ravinia heithausi
- Ravinia postnoda
- Ravinia rufipes
- Retrocitomyia retrocita
- Sarcodexia lambens
- Sarconesiopsis chilensis
- Sarcophaga polistensis
- Sarcofahrtiopsis cuneata
- Sinopiella rufipilosa
- Titanogrypa luculenta
- Tricharaea canuta
- Tricharaea occidua
- Tricharaea femoralis
- Trichopoda pennipes
- Udamopyga apolinari
- Villegasia almeidai[5]

## Hemiptera(halfvleugeligen – wantsen en cicades)
- Panstrongylus geniculatus

## Hymenoptera(vliesvleugeligen)

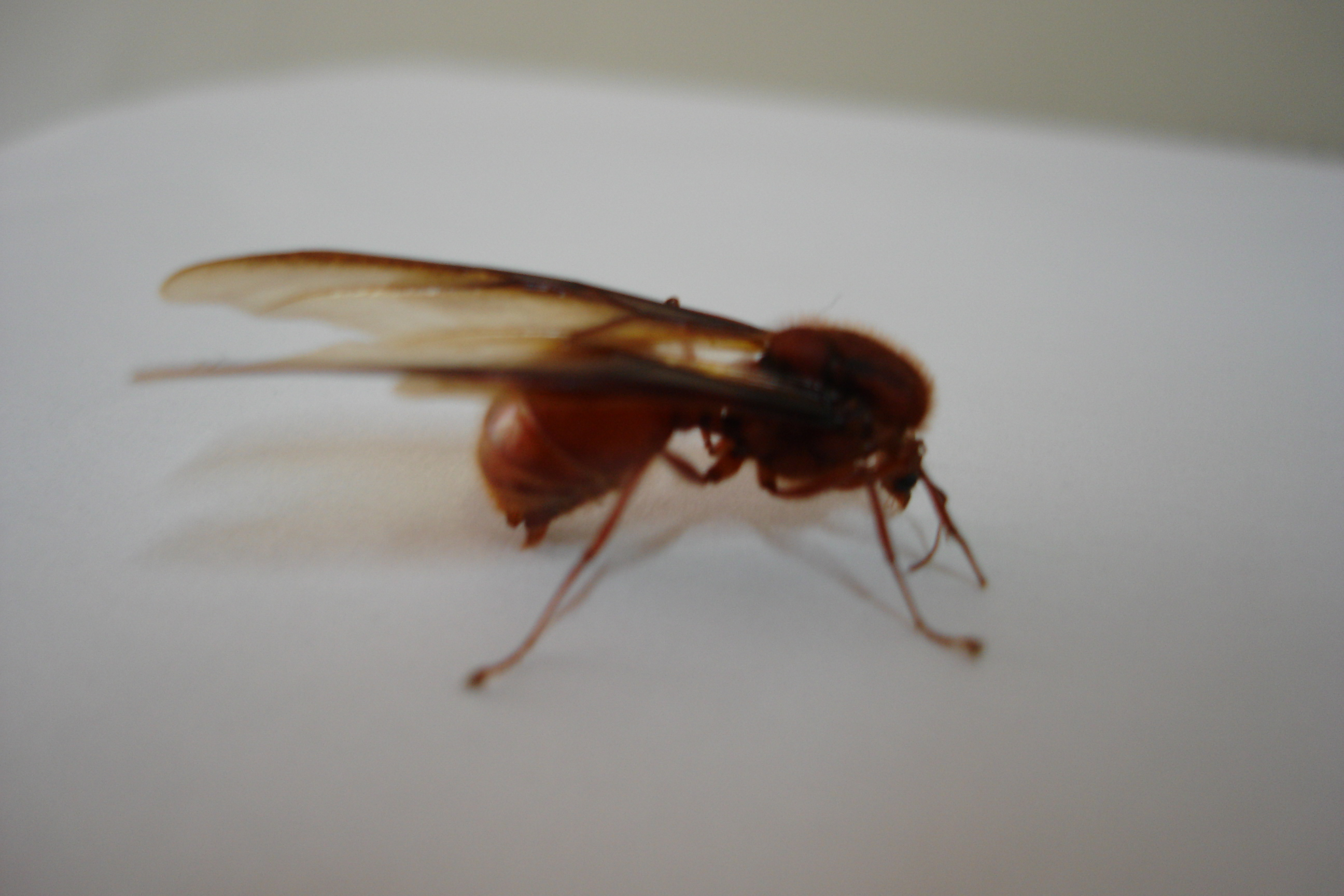
Hormiga culona

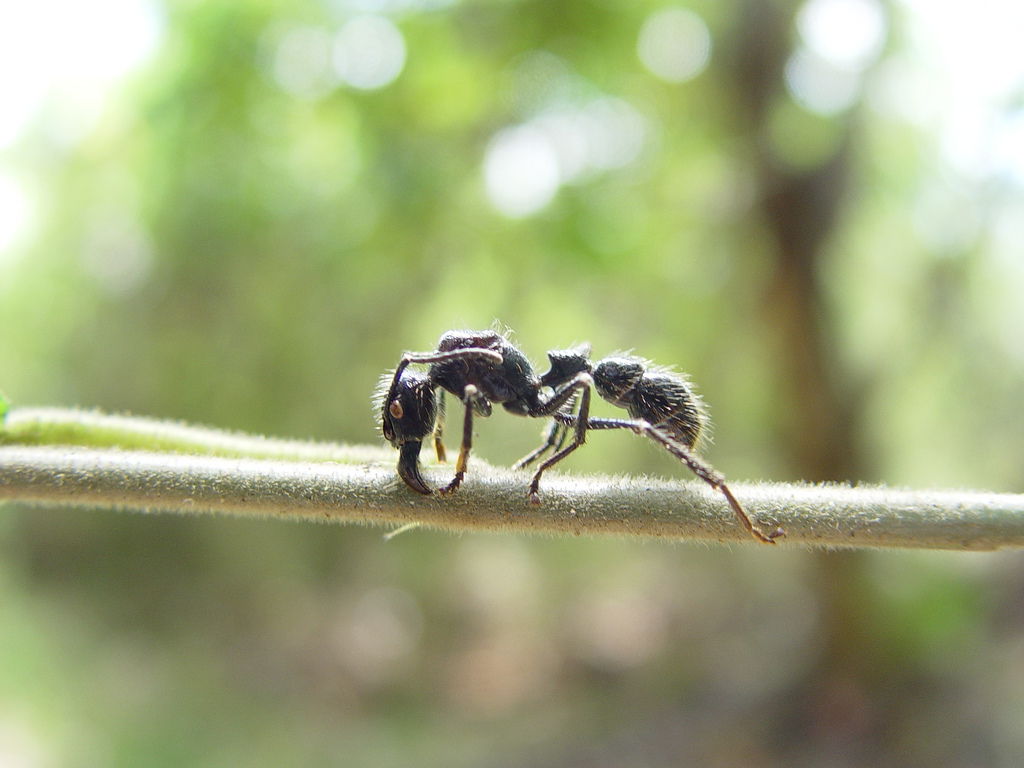
Hormiga conga

- Acamtopoeum colombiensis
- Agapostemon ascius
- Aparatrigona impunctata
- Atta colombica
- Atta laevigata
- Atta sexdens
- Augochlora cosmetor
- Augochlora engys
- Augochlora laenifrons
- Augochlora myrrhites
- Caenohalictus eberhardorum
- Caenohalictus colombus
- Caenohalictus lindigi
- Caenohalictus modestus
- Caenohalictus moritzi
- Cephalotrigona capitata
- Cheliomyrmex andicola
- Chlerogas colombiensis
- Chlerogas nephos
- Chlerogas tatamaensis
- Eciton hamatum
- Eciton mexicanum
- Eufriesea lucida
- Euglossa amazonica
- Euglossa chlorina
- Euglossa dissimula
- Euglossa fuscifrons
- Euglossa ioprosopa
- Euglossa mourei
- Euglossa parvula
- Euglossa prasina
- Euglossa stilbonota
- Euglossa trinotata
- Eulaema chocoana
- Eulaema leucopyga
- Eulaema sororia
- Habralictus bimaculatus
- Habralictus canaliluctatus
- Ischnomelissa cyanea
- Lassioglosum breedi
- Melipona fasciata
- Melipona interrupta
- Megachile arcus
- Megachile bankai
- Megachile cartagenesis
- Megachile colombiana
- Megachile fruticosa
- Megachile furcata
- Megachile hamata
- Megachile heamatoxylonae
- Megachile indigoferae
- Megachile lorensiensis
- Megachile praecipua
- Megachile atrepida
- Melipona compresipes
- Melipona nigrescens
- Microsphecodes truncaticaudus
- Neocorynura colombiana
- Neocorynura pubescens
- Neocorynurella seeleyi
- Odontomachus bauri
- Oxytrigona tataira
- Pachodynerus carpenteri
- Paragapostemon gigas
- Paragapostemon serraticornis
- Parapartamona imberbis
- Parapartamona zonata
- Paraponera clavata
- Partamona peckolti
- Paratrigona eutaeniata
- Paratrigona rinconi
- Paratrigona uwa
- Pseudomyrmex triplarinus
- Ptiloglossa trichotricha
- Ptilotrigona lurida
- Scaptotrigona postica
- Sphecodes bogotensis
- Tetragonisca angustula
- Thygater aethiops
- Thygater colombiana
- Thygather melanotricha
- Thygater nigropilosa
- Trigona amalthea
- Trigona corvina
- Trigona dallatorreana
- Trigona hyalinata
- Trigona spinipes
- Xylocopa lehmanni

## Lepidoptera(vlinders)

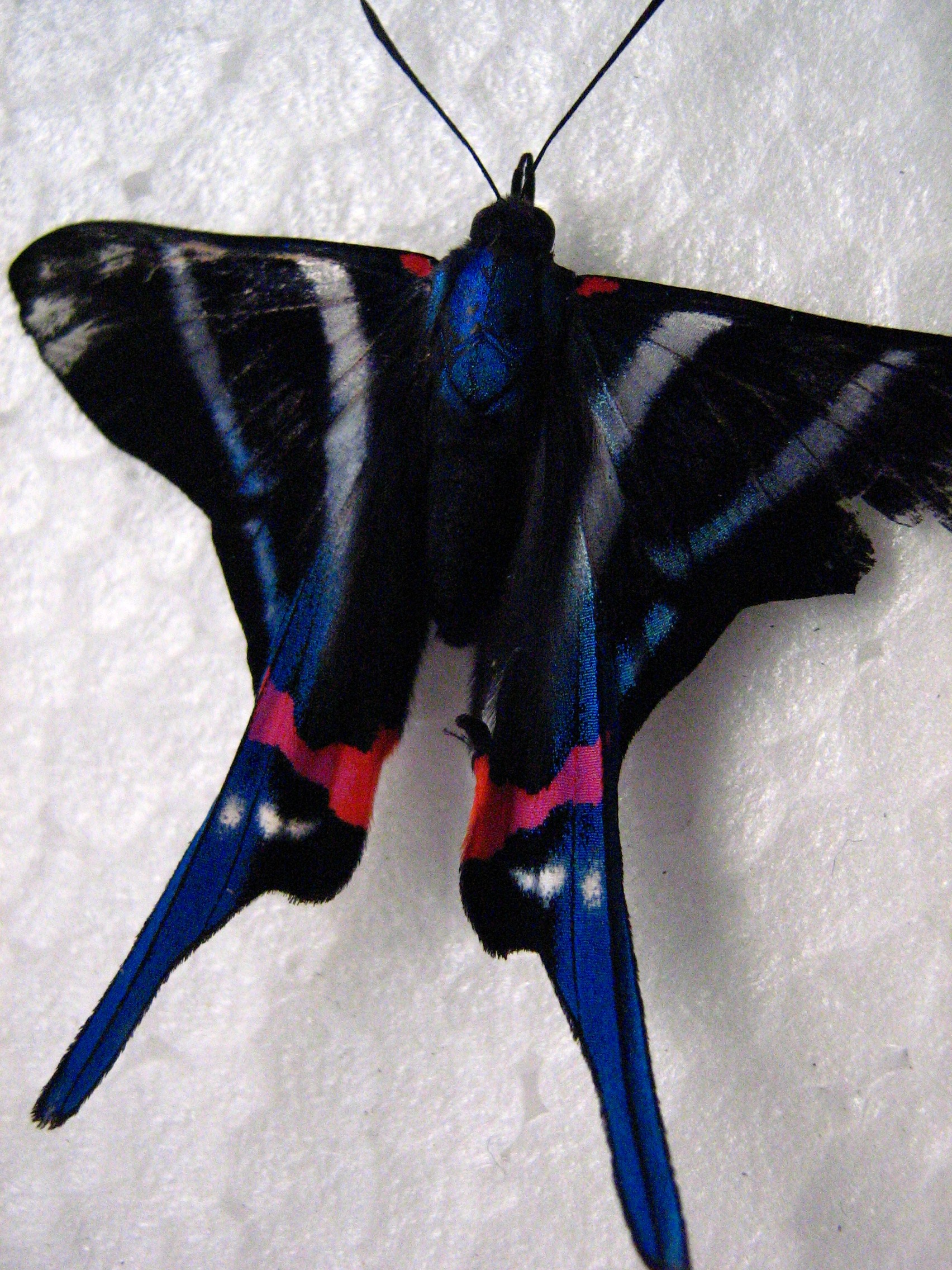
Rhetus arcius

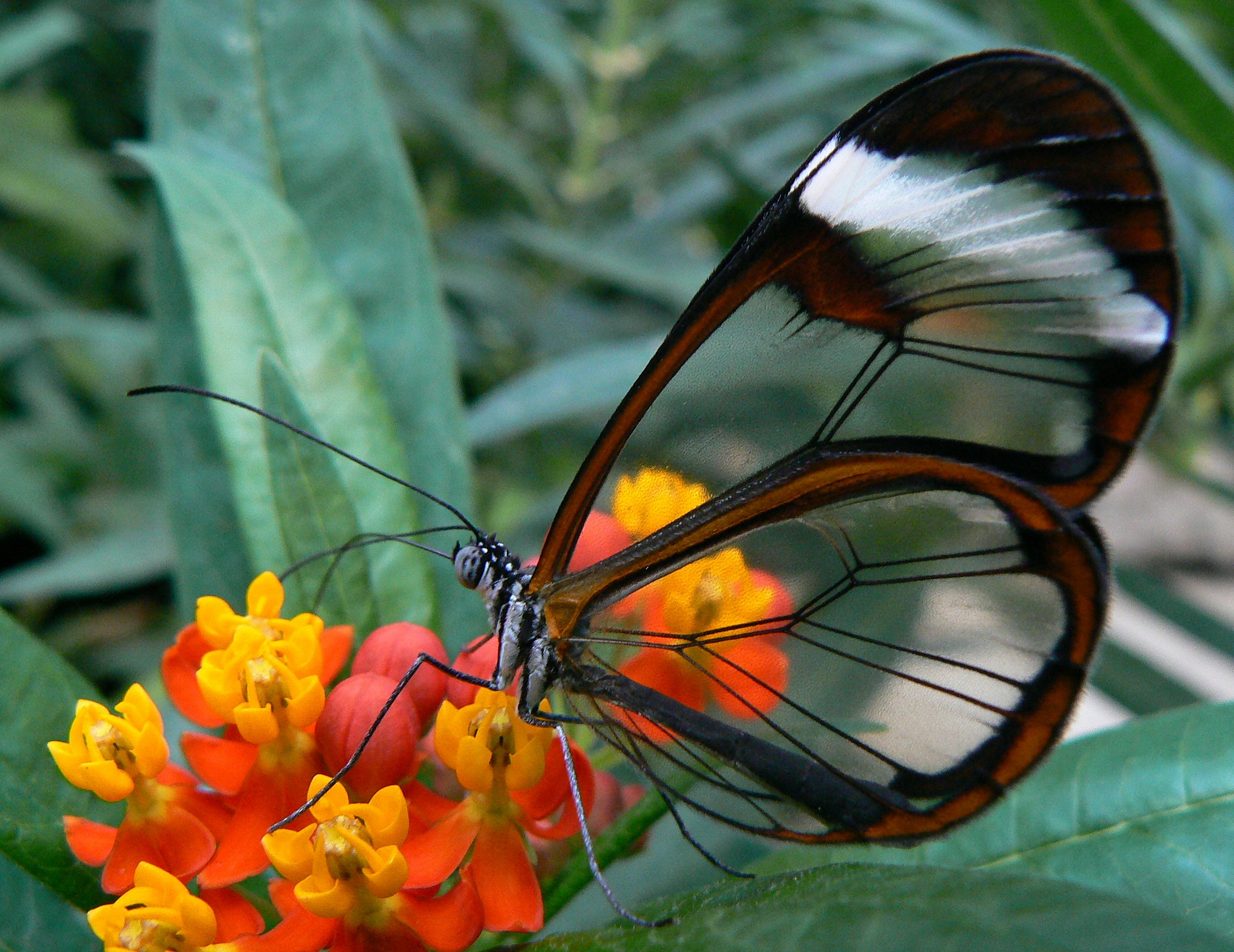
Greta oto

- Acrocercops urbanella
- Acrocercops xeniella
- Anartia amathea
- Anartia jatrophae
- Anteos menippe
- Battus lycidas
- Callicore astarte
- Callicore cynosura
- Caloptilia camaronae
- Catonephele orites
- Corades enyo
- Cryptoses choloepi
- Diaethria euclides
- Diaethria neglecta
- Diphthera festiva
- Dismorphia amphione
- Dismorphia lelex
- Dismorphia theucharila
- Dryas iulia
- Enantia melite
- Enantia citrinella
- Entheus priassus
- Erinnyis ello
- Eryphanis automedon
- Eueides isabella
- Eunica pomona
- Greta morgane
- Greta oto
- Heliconius erato
- Hellinsia crescens
- Hellinsia fumiventris
- Hellinsia fusciciliatus
- Hellinsia lenis
- Hellinsia monserrate
- Hellinsia nodipes
- Hellinsia ochracealis
- Hellinsia scribarius
- Homidiana canace
- Junonia evarete
- Leptotes cassius
- Macaria abydata
- Morpho achilles
- Morpho cisseis
- Morpho cypris
- Morpho granadensis
- Morpho menelaus
- Morpho peleides
- Morpho portis
- Morpho rhetenor
- Moschoneura pinthous
- Myscelia ethusa
- Phocides polybius
- Protambulyx eurycles
- Rhetus arcius
- Siproeta stelenes
- Splendeuptychia ackeryi

## Mantodea(bidsprinkhanen)
- Acanthops chocoensis
- Acontista iriodes
- Acontista minima
- Acontista vitrea
- Angela trifasciata
- Bantia chopardi
- Bantia yotocoensis
- Bantiella pallida
- Brunneria orinocensis
- Calopteromantis marulandae
- Cardioptera nigridens
- Carrikerella ceratophora
- Catoxyopsis dubiosa
- Choeradodis columbica
- Choeradodis laticollis
- Diabantia minima
- Liturgusa cayennensis
- Liturgusa charpentieri
- Lobocneme colombiae
- Macromantis hyalina
- Macromusonia conspersa
- Metriomantis occidentalis
- Musonia chocoensis
- Oligonicella brunneri
- Paramusonia cubensis
- Parastagmatoptera flavoguttata
- Phasmomantis championi
- Phyllovates brevicornis
- Phyllovates chlorophaea
- Phyllovates cingulata
- Pogonogaster latens
- Promiopteryx fallax
- Promiopteryx granadensis
- Promiopteryx stigmatica
- Pseudomiopteryx bogotensis
- Pseudomiopteryx columbica
- Pseudomiopteryx decipiens
- Pseudomiopteryx meridana
- Pseudomusonia lineativentris
- Pseudopogonogaster iguaquensis
- Pseudopogonogaster muscosa
- Stagmatoptera biocellata
- Stagmatoptera septentrionalis
- Stagmomantis centralis
- Thespis major
- Thespis metae
- Thespis pacifica
- Thespis parva
- Thesprotia macilenta
- Thrinaconyx kirschianus
- Tithrone latipennis
- Tithrone roseipennis
- Vates biplagiata
- Vates festae
- Vates serraticornis
- Zoolea lobipes

## Odonata(libellen)

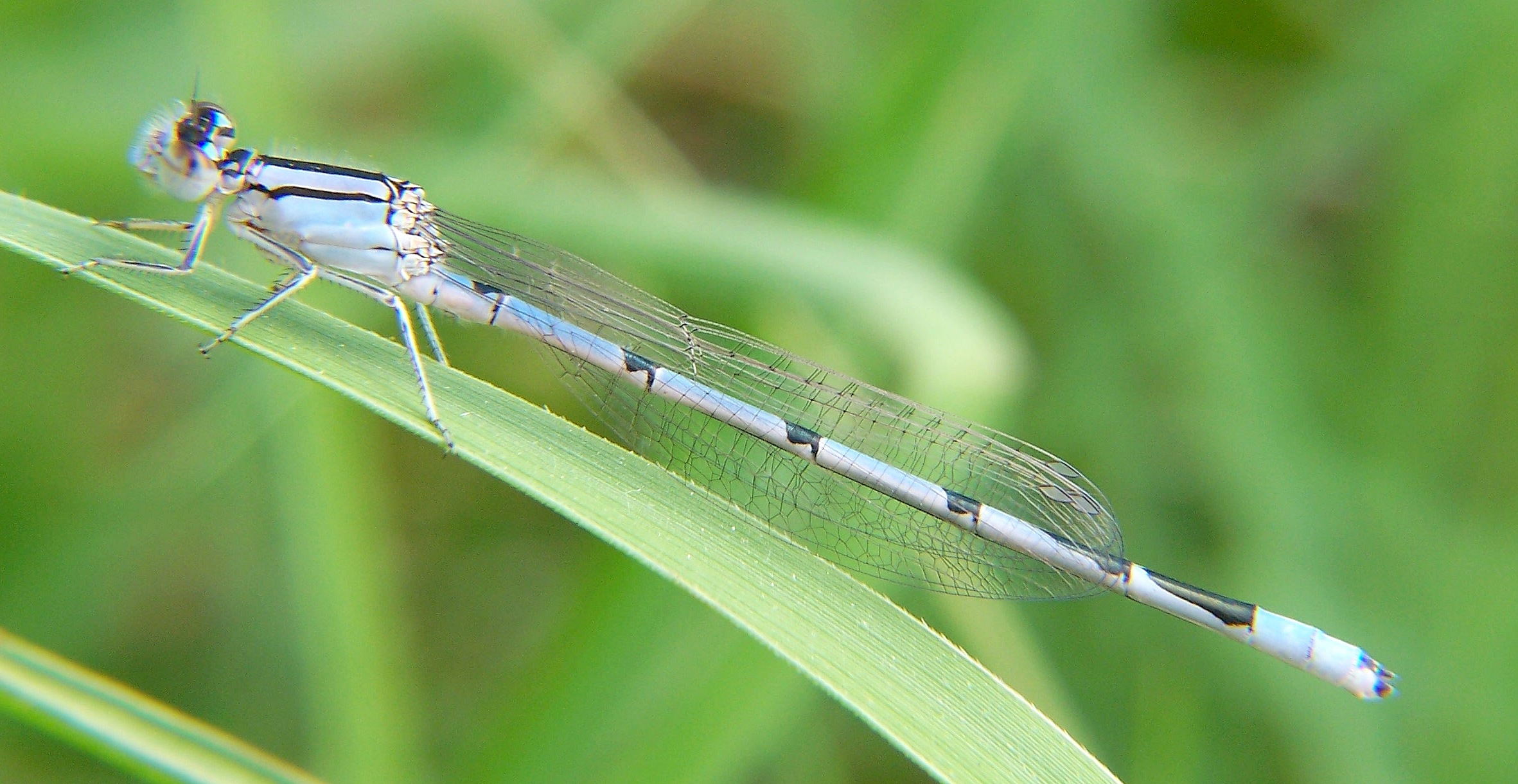
Enallagma civile

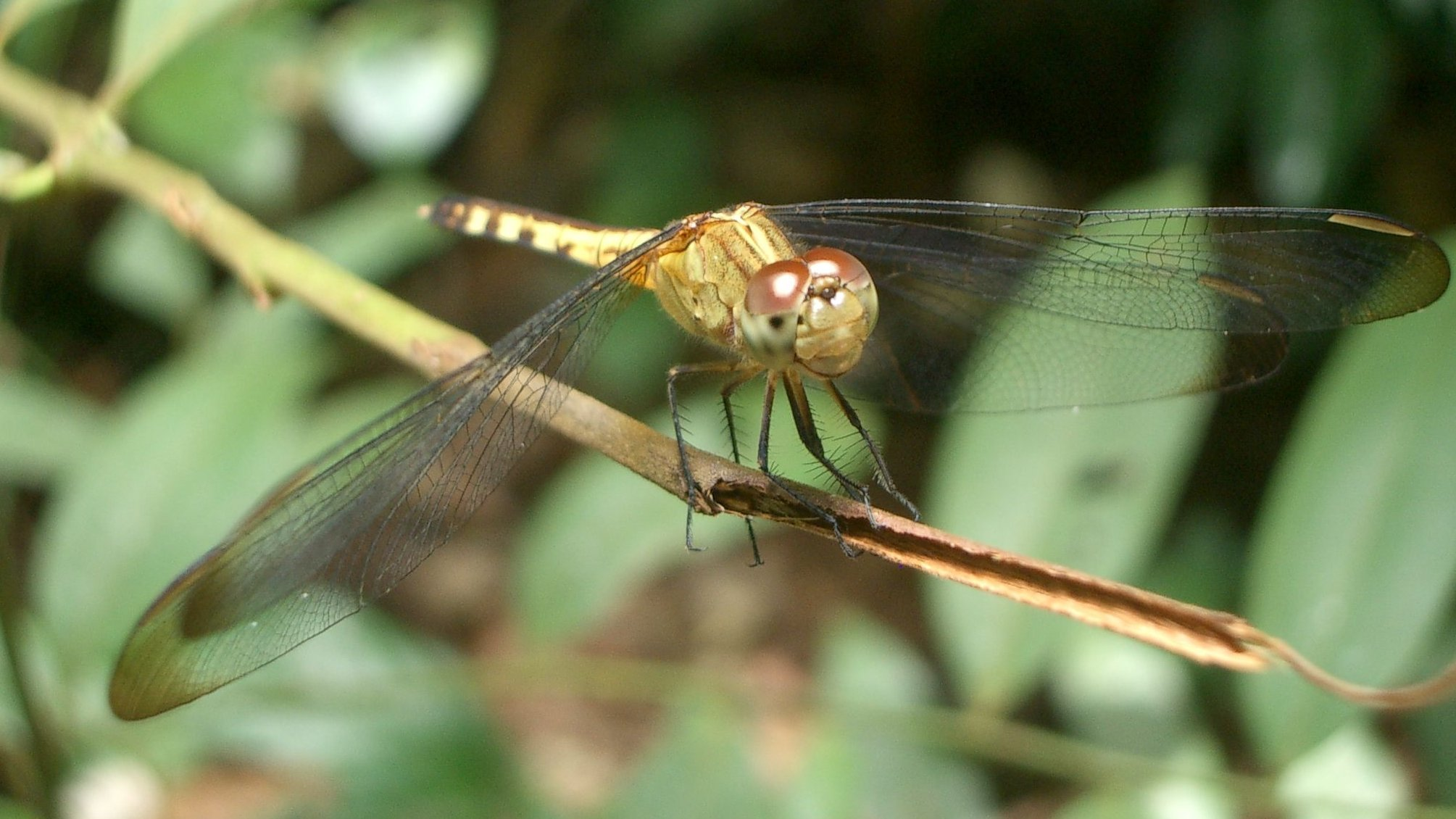
Erythrodiplax umbrata

- Allopetalia pustulosa
- Anatya guttata
- Anax amazili
- Argia fissa
- Brachymesia herbida
- Cannaphila vibex
- Coryphaeshna adnexa
- Coryphaeschna viriditas
- Dasythemis esmeralda
- Desmogomphus paucinervis
- Dythemis multipunctata
- Dythemis sterilis
- Elasmothemis cannacrioides
- Elga leptostyla
- Enallagma civile
- Erythemis credula
- Erythemis haematogastra
- Erythemis mithroides
- Erythemis peruviana
- Erythemis plebeja
- Erythemis vesiculosa
- Erythrodiplax abjecta
- Erythrodiplax attenuata
- Erythrodiplax berenice
- Erythrodiplax castanea
- Erythrodiplax fervida
- Erythrodiplax funerea
- Erythrodiplax fusca
- Erythrodiplax kimminsi
- Erythrodiplax umbrata
- Erythrodiplax unimaculata
- Gynacantha membranalis
- Gynacantha nervosa
- Hetaerina occisa
- Kalocora aurea
- Libellula herculea
- Macrothemis tessellata
- Miathyria marcella
- Miathyria simplex
- Micrathyria tibialis
- Nephepeltia flavifrons
- Oligoclada umbricola
- Orthemis biolleyi
- Orthemis cultriformis
- Orthemis discolor
- Orthemis ferruginea
- Pantala flavescens
- Pantala hymenaea
- Perithemis lais
- Perithemis mooma
- Rhionaeschna cornigera
- Rhionaeschna intricata
- Rhionaeschna marchali
- Rhodopygia cardinalis
- Sympetrum gilvum
- Tauriphila australis
- Tholymis citrina
- Tramea calverti
- Tramea rustica
- Triacanthagyna caribbea
- Triacanthagyna septima
- Uracis fastigiata
- Uracis imbuta
- Uracis infumata
- Uracis siemensi
- Zenithoptera fasciata
- Zenithoptera viola